# Martova fontána
Martova fontána (francouzsky Fontaine de Mars) je novoklasicistní fontána v Paříži. Nazývá se též fontána Gros-Caillou vzhledem k blízkosti kostela Saint-Pierre-du-Gros-Caillou. Fontána je chráněná jako historická památka.

## Umístění
Kašna se nachází v 7. obvodu v ulici Rue Saint-Dominique u domu č. 129.

## Historie
Fontána byla postavena v letech 1806–1808. Jejím architektem byl Louis-Simon Bralle a výzdobu provedl sochař Pierre-Nicolas Beauvalet (1750–1818). Její pojmenování po římskému bohu Martovi pochází snad z blízkosti parku Champ-de-Mars nebo podle basreliéfu, který představuje Marta, boha války a Hygieiu, bohyni zdraví.

## Popis
Fontána má tvar kvádru o základně asi 2x2 metry, jenž je opatřen v rozích pilastry a zakončen střechou. Na stěnách je zdoben basreliéfy: na straně do ulice jsou vyobrazeni Mars a Hygieia a na dalších třech ozdobné vázy. Nízko nad zemí se nacházejí tři bronzové maskarony, ze kterých vytékala voda. Dnes je v činnosti jen jeden.